# Screen Actors Guild Award voor een uitstekende prestatie door een mannelijke acteur in een miniserie of televisiefilm
De Screen Actors Guild Award voor een uitstekende prestatie door een mannelijke acteur in een miniserie of televisiefilm (Engels: Outstanding Performance by a Male Actor in a Television Movie or Limited Series) wordt sinds 1994 uitgereikt. Raúl Juliá mocht de prijs als eerste in ontvangst nemen.

## Winnaars en genomineerden
De winnaars staan bovenaan in vette letters op een gele achtergrond. De overige acteurs, series en films die werden genomineerd staan eronder vermeld in alfabetische volgorde.

### 1994-1999
| Jaar               | Acteur                                     | Serie / film |
| ------------------ | ------------------------------------------ | ------------ |
| 1994 (1e)          |                                            |              |
| Raúl Juliá         | The Burning Season                         |              |
| James Garner       | The Rockford Files: I Still Love L.A.      |              |
| John Malkovich     | Heart of Darkness                          |              |
| Gary Sinise        | The Stand                                  |              |
| Forest Whitaker    | The Enemy Within                           |              |
| 1995 (2e)          |                                            |              |
| Gary Sinise        | Truman                                     |              |
| Alec Baldwin       | A Streetcar Named Desire                   |              |
| Laurence Fishburne | The Tuskegee Airmen                        |              |
| James Garner       | The Rockford Files: A Blessing in Disguise |              |
| Tommy Lee Jones    | The Good Old Boys                          |              |
| 1996 (3e)          |                                            |              |
| Alan Rickman       | Rasputin                                   |              |
| Armand Assante     | Gotti                                      |              |
| Beau Bridges       | Hidden in America                          |              |
| Robert Duvall      | The Man Who Captured Eichmann              |              |
| Ed Harris          | Riders of the Purple Sage                  |              |
| 1997 (4e)          |                                            |              |
| Gary Sinise        | George Wallace                             |              |
| Jack Lemmon        | 12 Angry Men                               |              |
| Sidney Poitier     | Mandela and De Klerk                       |              |
| Ving Rhames        | Don King: Only in America                  |              |
| George C. Scott    | 12 Angry Men                               |              |
| 1998 (5e)          |                                            |              |
| Christopher Reeve  | Rear Window                                |              |
| Charles S. Dutton  | Blind Faith                                |              |
| James Garner       | Legalese                                   |              |
| Ben Kingsley       | The Tale of Sweeney Todd                   |              |
| Ray Liotta         | The Rat Pack                               |              |
| Stanley Tucci      | Winchell                                   |              |
| 1999 (6e)          |                                            |              |
| Jack Lemmon        | Tuesdays with Morrie                       |              |
| Hank Azaria        | Tuesdays with Morrie                       |              |
| Peter Fonda        | The Passion of Ayn Rand                    |              |
| George C. Scott    | Inherit the Wind                           |              |
| Patrick Stewart    | A Christmas Carol                          |              |

### 2000-2009
| Jaar                | Acteur                                 | Serie / film |
| ------------------- | -------------------------------------- | ------------ |
| 2000 (7e)           |                                        |              |
| Brian Dennehy       | Death of a Salesman                    |              |
| Alec Baldwin        | Nuremberg                              |              |
| Brian Cox           | Nuremberg                              |              |
| Danny Glover        | Freedom Song                           |              |
| John Lithgow        | Don Quixote                            |              |
| James Woods         | Dirty Pictures                         |              |
| 2001 (8e)           |                                        |              |
| Ben Kingsley        | Anne Frank: The Whole Story            |              |
| Alan Alda           | Club Land                              |              |
| Richard Dreyfuss    | The Day Reagan Was Shot                |              |
| James Franco        | James Dean                             |              |
| Gregory Hines       | Bojangles                              |              |
| 2002 (9e)           |                                        |              |
| William H. Macy     | Door to Door                           |              |
| Albert Finney       | The Gathering Storm                    |              |
| Brad Garrett        | Gleason                                |              |
| Sean Hayes          | Martin and Lewis                       |              |
| John Turturro       | Monday Night Mayhem                    |              |
| 2003 (10e)          |                                        |              |
| Al Pacino           | Angels in America                      |              |
| Justin Kirk         | Angels in America                      |              |
| Paul Newman         | Our Town                               |              |
| Forest Whitaker     | Deacons for Defense                    |              |
| Jeffrey Wright      | Angels in America                      |              |
| 2004 (11e)          |                                        |              |
| Geoffrey Rush       | The Life and Death of Peter Sellers    |              |
| Jamie Foxx          | Redemption                             |              |
| William H. Macy     | The Wool Cap                           |              |
| Barry Pepper        | 3: The Dale Earnhardt Story            |              |
| Jon Voight          | The Five People You Meet in Heaven     |              |
| 2005 (12e)          |                                        |              |
| Paul Newman         | Empire Falls                           |              |
| Kenneth Branagh     | Warm Springs                           |              |
| Ted Danson          | Knights of the South Bronx             |              |
| Ed Harris           | Empire Falls                           |              |
| Christopher Plummer | Our Fathers                            |              |
| 2006 (13e)          |                                        |              |
| Jeremy Irons        | Elizabeth I                            |              |
| Thomas Haden Church | Broken Trail                           |              |
| Robert Duvall       | Broken Trail                           |              |
| William H. Macy     | Nightmares and Dreamscapes             |              |
| Matthew Perry       | The Ron Clark Story                    |              |
| 2007 (14e)          |                                        |              |
| Kevin Kline         | As You Like It                         |              |
| Michael Keaton      | The Company                            |              |
| Oliver Platt        | The Bronx Is Burning                   |              |
| Sam Shepard         | Ruffian                                |              |
| John Turturro       | The Bronx Is Burning                   |              |
| 2008 (15e)          |                                        |              |
| Paul Giamatti       | John Adams                             |              |
| Ralph Fiennes       | Bernard and Doris                      |              |
| Kevin Spacey        | Recount                                |              |
| Kiefer Sutherland   | 24: Redemption                         |              |
| Tom Wilkinson       | John Adams                             |              |
| 2009 (16e)          |                                        |              |
| Kevin Bacon         | Taking Chance                          |              |
| Cuba Gooding jr.    | Gifted Hands: The Ben Carson Story     |              |
| Jeremy Irons        | Georgia O'Keeffe                       |              |
| Kevin Kline         | Great Performances: Cyrano de Bergerac |              |
| Tom Wilkinson       | A Number                               |              |

### 2010-2019
| Jaar                 | Acteur                                                    | Serie / film |
| -------------------- | --------------------------------------------------------- | ------------ |
| 2010 (17e)           |                                                           |              |
| Al Pacino            | You Don't Know Jack                                       |              |
| John Goodman         | You Don't Know Jack                                       |              |
| Dennis Quaid         | The Special Relationship                                  |              |
| Édgar Ramírez        | Carlos                                                    |              |
| Patrick Stewart      | Macbeth                                                   |              |
| 2011 (18e)           |                                                           |              |
| Paul Giamatti        | Too Big to Fail                                           |              |
| Laurence Fishburne   | Thurgood                                                  |              |
| Greg Kinnear         | The Kennedys                                              |              |
| Guy Pearce           | Mildred Pierce                                            |              |
| James Woods          | Too Big to Fail                                           |              |
| 2012 (19e)           |                                                           |              |
| Kevin Costner        | Hatfields & McCoys                                        |              |
| Woody Harrelson      | Game Change                                               |              |
| Ed Harris            | Game Change                                               |              |
| Clive Owen           | Hemingway & Gellhorn                                      |              |
| Bill Paxton          | Hatfields & McCoys                                        |              |
| 2013 (20e)           |                                                           |              |
| Michael Douglas      | Behind the Candelabra                                     |              |
| Matt Damon           | Behind the Candelabra                                     |              |
| Jeremy Irons         | The Hollow Crown                                          |              |
| Rob Lowe             | Killing Kennedy                                           |              |
| Al Pacino            | Phil Spector                                              |              |
| 2014 (21e)           |                                                           |              |
| Mark Ruffalo         | The Normal Heart                                          |              |
| Adrien Brody         | Houdini                                                   |              |
| Benedict Cumberbatch | Sherlock: His Last Vow                                    |              |
| Richard Jenkins      | Olive Kitteridge                                          |              |
| Billy Bob Thornton   | Fargo                                                     |              |
| 2015 (22e)           |                                                           |              |
| Idris Elba           | Luther                                                    |              |
| Ben Kingsley         | Tut                                                       |              |
| Ray Liotta           | Texas Rising                                              |              |
| Bill Murray          | A Very Murray Christmas                                   |              |
| Mark Rylance         | Wolf Hall                                                 |              |
| 2016 (23e)           |                                                           |              |
| Bryan Cranston       | All the Way                                               |              |
| Riz Ahmed            | The Night Of                                              |              |
| Sterling K. Brown    | American Crime Story: The People v. O.J. Simpson          |              |
| John Turturro        | The Night Of                                              |              |
| Courtney B. Vance    | American Crime Story: The People v. O.J. Simpson          |              |
| 2017 (24e)           |                                                           |              |
| Alexander Skarsgård  | Big Little Lies                                           |              |
| Benedict Cumberbatch | Sherlock: The Lying Detective                             |              |
| Jeff Daniels         | Godless                                                   |              |
| Robert De Niro       | The Wizard of Lies                                        |              |
| Geoffrey Rush        | Genius                                                    |              |
| 2018 (25e)           |                                                           |              |
| Darren Criss         | American Crime Story: The Assassination of Gianni Versace |              |
| Antonio Banderas     | Genius: Picasso                                           |              |
| Hugh Grant           | A Very English Scandal                                    |              |
| Anthony Hopkins      | King Lear                                                 |              |
| Bill Pullman         | The Sinner                                                |              |
| 2019 (26e)           |                                                           |              |
| Sam Rockwell         | Fosse/Verdon                                              |              |
| Mahershala Ali       | True Detective                                            |              |
| Russell Crowe        | The Loudest Voice                                         |              |
| Jared Harris         | Chernobyl                                                 |              |
| Jharrel Jerome       | When They See Us                                          |              |

### 2020-2029
| Jaar               | Acteur                                     | Serie / film |
| ------------------ | ------------------------------------------ | ------------ |
| 2020 (27e)         |                                            |              |
| Mark Ruffalo       | I Know This Much Is True                   |              |
| Bill Camp          | The Queen's Gambit                         |              |
| Daveed Diggs       | Hamilton                                   |              |
| Hugh Grant         | The Undoing                                |              |
| Ethan Hawke        | The Good Lord Bird                         |              |
| 2021 (28e)         |                                            |              |
| Michael Keaton     | Dopesick                                   |              |
| Murray Bartlett    | The White Lotus                            |              |
| Oscar Isaac        | Scenes from a Marriage                     |              |
| Ewan McGregor      | Halston                                    |              |
| Evan Peters        | Mare of Easttown                           |              |
| 2022 (29e)         |                                            |              |
| Sam Elliott        | 1883                                       |              |
| Steve Carell       | The Patient                                |              |
| Taron Egerton      | Black Bird                                 |              |
| Paul Walter Hauser | Black Bird                                 |              |
| Evan Peters        | Dahmer – Monster: The Jeffrey Dahmer Story |              |
| 2023 (30e)         |                                            |              |
| Steven Yeun        | Beef                                       |              |
| Matt Bomer         | Fellow Travelers                           |              |
| Jon Hamm           | Fargo                                      |              |
| David Oyelowo      | Lawmen: Bass Reeves                        |              |
| Tony Shalhoub      | Mr. Monk's Last Case                       |              |
| 2024 (31e)         |                                            |              |
| Colin Farrell      | The Penguin                                |              |
| Javier Bardem      | Monsters: The Lyle and Erik Menendez Story |              |
| Richard Gadd       | Baby Reindeer                              |              |
| Kevin Kline        | Disclaimer                                 |              |
| Andrew Scott       | Ripley                                     |              |